# Columbia Center
Le Columbia Center, autrefois connu sous les noms de Bank of America Tower puis Columbia Seafirst Center, est le plus haut gratte-ciel de la ville de Seattle.
Le 16 juin 2004, la commission d'enquête américaine antiterroriste rapportait que le plan original des attentats du 11 septembre 2001 comprenait le détournement de dix avions, dont les cibles comprenaient les plus « hautes constructions des États de Californie et de Washington », dont le Columbia Center et la U.S. Bank Tower.

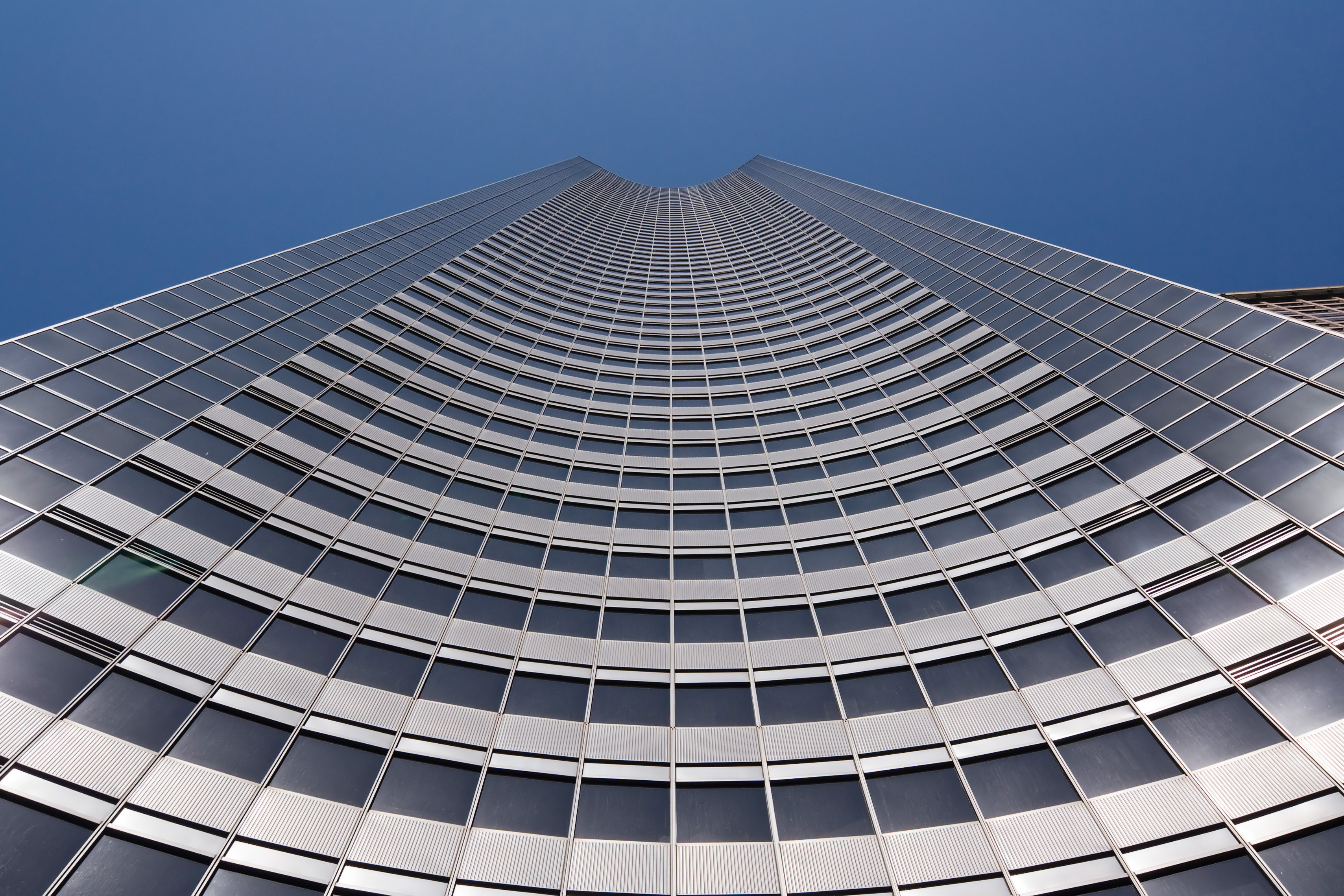
Le Columbia Center vu en contre-plongée.